# Codula occidentalis
Codula occidentalis är en tvåvingeart som beskrevs av Clements 1985. Codula occidentalis ingår i släktet Codula och familjen rovflugor. Inga underarter finns listade i Catalogue of Life.